# Займенник у праслов'янській мові
Займе́нник у праслов'я́нській мо́ві — одна із самостійних частин мови в праслов'янській мові. Сам займенник продовжує традицію індоєвропейського, а саме:
- Поняття граматичного роду залишалось у формах особового займенника невираженим, що і є їхньою головною рисою, відмінною від неособових;
- Різні числа особових займенників утворено від різних основ;
- На такому самому принципі побудовано відношення основ називного й знахідного відмінку;
- Форми двоїни та множини спочатку відмінювано як утворення від однини;
- Поряд із наголошеними формами використовувано енклітичні форми.

## Історія

### Особові й зворотній займенники
Уже в спільнослов'янській мові були, імовірно, усі три варіанти наз. відм. однини займенника 1-ї особи: давніші *azъ, *jazъ і новіший ja.Останній майже в усіх слов'янських літературних мовах, окрім хіба що болгарської та македонської, заступив форму *jazъ, утративши кінцевий склад -zъ. У праслов'янській мові форми непрямих відмінків займенника 1-ї особи мають іншу основу.
Складнішим є питання про утворення займенника *my. Праслов'янське *my не утворено безпосередньо з праіндоєвропейської форми, бо неслов'янські мови мають або m-, або n-, чи навіть w-, а кінцвевий -*y зовсім не має відповідників в інших мовах. Існує думка, що *my був самостійною формою наз. відм. множини 1-ї особи. Певне, що було не одна, а дві форми займенника ми — *my i *ny, з яких давнішою, очевидно, є *ny.
У праслов'янській мові особові й зворотні займенники відмінювано так:
| Відмінок  | Однина          | Однина                 | Двоїна     | Двоїна  | Множина    | Множина    | Зворотній              |
| Відмінок  | 1 особа         | 2 особа                | 1 особа    | 2 особа | 1 особа    | 2 особа    | Зворотній              |
| --------- | --------------- | ---------------------- | ---------- | ------- | ---------- | ---------- | ---------------------- |
| Називний  | *azъ            | *ty                    | *vě        | *va     | *my        | *vy        | —                      |
| Родовий   | *mene, *menę    | *tebe, *tebę           | *naju      | *vaju   | *nasъ      | *vasъ      | *sebe, *sebę           |
| Давальний | *mъně, *mi, *mě | *tebě, *tobě, *ti, *tě | *nama, *na | *vama   | *namъ, *ny | *vamъ, *vy | *sebě, *sobě, *si, *sě |
| Знахідний | *mene, *mę      | *tebe, *tę             | *na        | *va     | *ny, *nasъ | *vy, *vasъ | *sebe, *sę             |
| Орудний   | *mъnojǫ         | *tobojǫ                | *nama      | *vama   | *nami      | *vami      | *sobojǫ                |
| Місцевий  | *mъně           | *tebě, *tobě           | *naju      | *vaju   | *nasъ      | *vasъ      | *sebě, *sobě           |

### Неособові

#### Указівні займенники
Слов'янські й балтійські мови, починаючи з доісторичної доби, усунули одну з найцікавіших особливостей указівного займенника, а саме: називний відмінок однини чоловічого й жіночого роду належав до іншого кореня, на відміну від інших форм. Наприклад: санскр. sá, sā́, але санскр. tám, tā́m. Займенники *оnъ, *ona, *ono належали до групи вказівних займенників, що забезпечували триступеневу характеристику предмета в просторі чи в час: *sь — цей, найближчий, *tъ — той, віддалений, *оnъ — ген той, найдальший. Окремо існували *jь, *je, *ja, що поєднували функції вказівних анафоричних займенників і займенників відносних. Ще в праслов'янській мові *оnъ, *ona, *ono і *jь, *je, *ja, стали виконувати роль особового займенника 3-ї особи.
У праслов'янській мові вказівні займенники відмінювано так:
| Відмінок   | Однина                          | Однина                          | Однина       | Однина                          | Однина                          | Однина       | Однина                                | Однина                                | Однина       |
| Відмінок   | Чоловічий                       | Середній                        | Жіночій      | Чоловічий                       | Середній                        | Жіночій      | Чоловічий                             | Середній                              | Жіночій      |
| ---------- | ------------------------------- | ------------------------------- | ------------ | ------------------------------- | ------------------------------- | ------------ | ------------------------------------- | ------------------------------------- | ------------ |
| Називний   | *tъ                             | *to                             | *ta          | *jь                             | *je                             | *ja          | *sь                                   | *se                                   | *si          |
| Родовий    | *ta, *toga, *togo, *tova, *tovo | *ta, *toga, *togo, *tova, *tovo | *tojě, *toję | *ja, *jego, *jega, *jevo, *jeva | *ja, *jego, *jega, *jevo, *jeva | *jejě, *jeję | *si, *sja, *sega, *sego, *seva, *sevo | *si, *sja, *sega, *sego, *seva, *sevo | *sejě, *seję |
| Давальний  | *tu, *tomu                      | *tu, *tomu                      | *toji        | *jemu                           | *jemu                           | *jeji        | *semu                                 | *semu                                 | *seji        |
| Знахідний  | *tъ                             | *to                             | *tǫ          | *jь                             | *je                             | *jǫ          | *sь                                   | *se                                   | *sьjǫ        |
| Орудний    | *těmь                           | *těmь                           | *tojǫ        | *imь                            | *imь                            | *jejǫ        | *simь                                 | *simь                                 | *sejǫ        |
| Місцевий   | *te, *tě, tomь                  | *te, *tě, tomь                  | *toji        | *jemь                           | *jemь                           | *jeji        | *semь                                 | *semь                                 | *seji        |
| Відмінок   | Двоїна                          | Двоїна                          | Двоїна       | Двоїна                          | Двоїна                          | Двоїна       | Двоїна                                | Двоїна                                | Двоїна       |
| Відмінок   | Чоловічий                       | Середній                        | Жіночій      | Чоловічий                       | Середній                        | Жіночій      | Чоловічий                             | Середній                              | Жіночій      |
| Наз.-Знах. | *ta                             | *tě                             | *tě          | *ja                             | *i                              | *i           | *sija, *si                            | *siji                                 | *siji        |
| Род.-Місц. | *toju                           | *toju                           | *toju        | *jeju                           | *jeju                           | *jeju        | *seju                                 | *seju                                 | *seju        |
| Дав.-Оруд. | *těma                           | *těma                           | *těma        | ima                             | ima                             | ima          | *sima                                 | *sima                                 | *sima        |
| Відмінок   | Множина                         | Множина                         | Множина      | Множина                         | Множина                         | Множина      | Множина                               | Множина                               | Множина      |
| Відмінок   | Чоловічий                       | Середній                        | Жіночій      | Чоловічий                       | Середній                        | Жіночій      | Чоловічий                             | Середній                              | Жіночій      |
| Називний   | *ti                             | *ta                             | *ty          | *i                              | *ja                             | *jě, *ję     | *si                                   | *si                                   | *sijě, *siję |
| Родовий    | *těchъ                          | *těchъ                          | *těchъ       | *ichъ                           | *ichъ                           | *ichъ        | *sichъ                                | *sichъ                                | *sichъ       |
| Давальний  | *těmъ                           | *těmъ                           | *těmъ        | *imъ                            | *imъ                            | *imъ         | *simъ                                 | *simъ                                 | *simъ        |
| Знахідний  | *ty                             | *ta                             | *ty          | *jě, *ję                        | *ja                             | *jě, *ję     | *sijě, *siję                          | *si                                   | *sijě, *siję |
| Орудний    | *těmi                           | *těmi                           | *těmi        | *imi                            | *imi                            | *imi         | *simi                                 | *simi                                 | *simi        |
| Місцевий   | *těchъ                          | *těchъ                          | *těchъ       | *ichъ                           | *ichъ                           | *ichъ        | *sichъ                                | *sichъ                                | *sichъ       |

#### Присвійні займенники
Усі присвійні займенники творено від основ *mo-, *tvo-, *svo- за допомогою детермінативів -*jь, -*ja: *mojь, *tvoja. Є вагомі пдстави вважати, що присвійні займенники 1-ї та 2-ї осіб множини утворено від форми род. відм. множини особових займенників за допомогою детермінативів -*jь, -*ja зі зміною *sj > š: *nasъ + *jь > *nasъ-jь > *nasjь > *našь, *nasъ + *ja > *nasъ-ja > *nasja > *naša.
У праслов'янській мові присвійні займенники відмінювано так:
| Відмінок   | Чоловічий рід | Чоловічий рід | Чоловічий рід    | Середній рід   | Середній рід | Середній рід       | Жіночий рід  | Жіночий рід | Жіночий рід      |
| Відмінок   | Чоловічий     | Середній      | Жіночій          | Чоловічий      | Середній     | Жіночій            | Чоловічий    | Середній    | Жіночій          |
| ---------- | ------------- | ------------- | ---------------- | -------------- | ------------ | ------------------ | ------------ | ----------- | ---------------- |
| Називний   | *mojь         | *moje         | *moja            | *svojь         | *svoje       | *svoja             | *našь        | *naše       | *naša            |
| Родовий    | *mojego       | *mojego       | *mojejě, *mojeję | *svojego       | *svojego     | *svojejě, *svojeję | *našego      | *našego     | *našejě, *našeję |
| Давальний  | *mojemu       | *mojemu       | *mojeji          | *svojemu       | *svojemu     | *svojeji           | *našemu      | *našemu     | *našeji          |
| Знахідний  | *mojь         | *moje         | *mojǫ            | *svojь         | *svoje       | *svojǫ             | *našь        | *naše       | *našǫ            |
| Орудний    | *mojimь       | *mojimь       | *mojejǫ          | *svojimь       | *svojimь     | *svojejǫ           | *našimь      | *našimь     | *našejǫ          |
| Місцевий   | *mojemь       | *mojemь       | *mojeji          | *svojemь       | *svojemь     | *svojeji           | *našemь      | *našemь     | *našeji          |
| Відмінок   | Двоїна        | Двоїна        | Двоїна           | Двоїна         | Двоїна       | Двоїна             | Двоїна       | Двоїна      | Двоїна           |
| Відмінок   | Чоловічий     | Середній      | Жіночій          | Чоловічий      | Середній     | Жіночій            | Чоловічий    | Середній    | Жіночій          |
| Наз.-Знах. | *moja         | *mojě         | *mojě            | *svoja         | *svojě       | *svojě             | *naša        | *našě       | *našě            |
| Род.-Місц. | *moju         | *moju         | *moju            | *svoju         | *svoju       | *svoju             | *našu        | *našu       | *našu            |
| Дав.-Оруд. | *mojema       | *mojema       | *mojama          | *svojema       | *svojema     | *svojama           | *našema      | *našema     | *našama          |
| Відмінок   | Множина       | Множина       | Множина          | Множина        | Множина      | Множина            | Множина      | Множина     | Множина          |
| Відмінок   | Чоловічий     | Середній      | Жіночій          | Чоловічий      | Середній     | Жіночій            | Чоловічий    | Середній    | Жіночій          |
| Називний   | *moji         | *moja         | *mojě, *moję     | *svoji         | *svoja       | *svojě, *svoję     | *naši        | *naša       | *našě, *našę     |
| Родовий    | *mojixъ       | *mojixъ       | *mojixъ          | *svojixъ       | *svojixъ     | *svojixъ           | *našixъ      | *našixъ     | *našixъ          |
| Давальний  | *mojimъ       | *mojimъ       | *mojimъ          | *svojimъ       | *svojimъ     | *svojimъ           | *našimъ      | *našimъ     | *našimъ          |
| Знахідний  | *mojě, *moję  | *moja         | *mojě, *moję     | *svojě, *svoję | *svoja       | *svojě, *svoję     | *našě, *našę | *naša       | *našě, *našę     |
| Орудний    | *mojimi       | *mojimi       | *mojimi          | *svojimi       | *svojimi     | *svojimi           | *našimi      |             |                  |
| Місцевий   | *mojixъ       | *mojixъ       | *mojixъ          | *svojixъ       | *svojixъ     | *svojixъ           | *našixъ      | *našixъ     | *našixъ          |

#### Означальні займенники
Праслов'янські форми означального займенника *vьsь (← *vьxь), *vьse (← *vьxo), *vьsa (← *vьxa) утворено за допомогою кореня *vьs- (← *vьx-) і детермінатива -*o- чи -*а-.

#### Питальні займенники
Займенники *kъto і *čьto складаються з кореневих частин на розрізнення осіб *kъ і речей *čь.
У праслов'янській мові питальні займенники відмінювано так:
| Називний  | *kъ, *kъto                      | *čь   | *čьto   | *čьso   |
| Родовий   | *ka, *koga, *kogo, *kova, *kovo | *či   | *čьtogo | *cьsogo |
| Давальний | *komu                           | *čemu | *čьtomu | *čьsomu |
| Знахідний | *kъ                             | *čь   | *čьto   | *čьso   |
| Орудний   | *cěmь                           | *čimь | *čьtěmь | *čьsěmь |
| Місцевий  | *cě, *komь                      | *čemь | *čьtоmь | *čьsomь |